# Котляров Володимир Андрійович
Володимир Андрійович Котляров (рос. Владимир Андреевич Котляров) — музикант, поет, композитор, співак і автор пісень. Вокаліст гурту «Порнофильмы».

## Життєпис

### Дитинство
Володимир Котляров народився в місті Дубна, в СРСР 28 жовтня 1987 року. Пішов до Школи № 7 у Дубні. Бажання займатися музикою з'явилося, коли Володимир навчався у другому класі і вперше почув гурт Nirvana. Пізніше він побачив передачу про Курта Кобейна, «після цього я зрозумів, що це моє». Поступово Володимир почав слухати російські панк-рок гурти, і найбільший вплив на нього справив гурт «Гражданская оборона». З початкових класів Володимир почав вчитися грати на гітарі і до 10—11-го класу вже міг зіграти деякі пісні «Гражданской обороны».
Ще в школі Володимир починав грати свою музику, зібравши з друзями перший гурт. У місцевому будинку дитячої творчості був гурток вокально-інструментального ансамблю, куди хлопці й почали ходити. Там викладач навчив їх грати пісні The Beatles. Через певний час перший гурт, у якому грав Володимир, розпався через розбіжності й те, що не всі його учасники хотіли пов'язувати своє життя з музикою. Цей досвід надалі допоміг йому заснувати групу «Порнофильмы».

Ще зі школи Володимир почав пити. Приблизно з 18 років почав вживати наркотики і майже ніколи не був тверезим. У якийсь момент життя після чергової п'янки Володимир пережив слухову галюцинацію:
Ніби серйозний чоловічий голос чітко говорить мені просто у вухо: «Вставай, досить бухати!»

### «Порнофильмы»
22 жовтня 2008 року було засновано гурт «Порнофильмы». На момент створення гурту Володимир все ще сильно пив, і тема алкоголю була однією з основних у текстах пісень. Але 2012 року, коли йому було 24 роки, різко кинув пити алкоголь і виключив подібну тематику пісень із творчості групи. Приблизно в цей же період став вегетаріанцем.
Це велика проблема російської панк-сцени — усі популярні гурти негативно впливали на свою аудиторію, на підлітків. Розумні, творчі хлопці, обмануті улюбленими піснями, звернули не на той шлях і закінчили погано.
Згодом усі учасники гурту «Порнофильмы» стали вести здоровий спосіб життя. За 2012 рік гурт випустив 4 альбоми, і на них звернули увагу такі відомі в жанрі музиканти, як Дмитро Кузнєцов з «Елізіуму» і Дмитро Спірін з гурту «Тараканы!». Гурт зарекомендував себе насамперед антикремлівськими текстами пісень.
Лідер панк-рок гурту «Порнофильмы», як людина, небайдужа до майбутнього Росії, не залишився в стороні від мітингів, які захлеснули Москву влітку 2019 року. В Інстаграмі він викладає фото з протестів, супроводжуючи їх думками про події, що відбуваються. У серпні 2019 року обурення музиканта втілилося в пісні «Это пройдёт».
У січні 2020 року в складі гурту «Порнофильмы» випустив свій новий альбом «Это пройдет», сповнений новітньої російської поетичної протестної хвилі, направленої на осмислення трагедій спричинених рішеннями російської влади на чолі із Володимиром Путіним  про гібридну війну з Україною.
Після початку повномасштабного вторгнення Росії в Україну засудив воєнні дії та вирушив у благодійний тур на підтримку України. У своїх сторіз у соцмережах Володимир активно висвітлює війну в Україні та злочини, скоєні Росією. 31 грудня 2022 року опублікував новорічний пост, у якому висловив підтримку захисникам України, назвав їх зразком сміливості, живим утіленням слова «подвиг» та побажав перемоги.
Наразі гурт у повному складі перебрався на постійне місце проживання до Грузії. Місто Тбілісі.

## Особисте життя
Одружений з Інною Медведун.

## Дискографія

### У складі гурту «Порнофильмы»
- 2010 — «Клей!»

- 2011 — «Ты в моей секте»

- 2012 — «Искусство»

- 2012 — «Скучная жизнь»

- 2012 — «Сколько взорвётся бомб?»

- 2012 — «На всех экранах страны»

- 2013 — «Карма рабочих»

- 2014 — «Молодость и панк-рок»

- 2015 — «Русская мечта (часть 1)»

- 2016 — «Русская мечта (часть 2)»

- 2017 — «В диапазоне между отчаянием и надеждой»

- 2020 — «Это пройдёт»